# Белоуха пуховка
Белоухата пуховка (Nystalus chacuru) е вид птица от семейство Пуховкови (Bucconidae).

## Разпространение
Видът е разпространен в Аржентина, Боливия, Бразилия, Парагвай и Перу.